# Vapi
Vapi là một thành phố và khu đô thị của quận Valsad thuộc bang Gujarat, Ấn Độ.

## Nhân khẩu
Theo điều tra dân số năm 2001 của Ấn Độ, Vapi có dân số 71.395 người. Phái nam chiếm 58% tổng số dân và phái nữ chiếm 42%. Vapi có tỷ lệ 73% biết đọc biết viết, cao hơn tỷ lệ trung bình toàn quốc là 59,5%: tỷ lệ cho phái nam là 79%, và tỷ lệ cho phái nữ là 64%. Tại Vapi, 14% dân số nhỏ hơn 6 tuổi.